# Beda Humbel
Beda Humbel (* 20. November 1933 in Birmenstorf; † 15. Juni 2019 in Baden) war ein Schweizer Politiker und Nationalrat (CVP).

## Biografie
Humbel besuchte die Bezirksschule in Baden. Danach absolvierte er eine Lehre als Verwaltungsangestellter an der kaufmännischen Berufsschule Baden. Auf dem zweiten Bildungsweg studierte er und erwarb 1961 das aargauische Notariatspatent. Von 1960 bis 1961 war Humbel Gemeindeschreiber in Eiken, seit 1962 hat er ein eigenes Notariatsbüro in Baden, das seit seiner Pensionierung von seinem Sohn geführt wird. 
Von 1965 bis 1980 war Humbel Grossrat im Kanton Aargau, davon in der Amtsperiode 1977/78 als Präsident. In seiner Zeit als Nationalrat (1979–90) lag der Schwerpunkt seiner Arbeit bei der Energie- und Sicherheitspolitik. Von 1986 bis 1990 war er Präsident des Energieforums Nordwestschweiz.